# Драницька сільська рада
Драни́цька сільська́ ра́да — адміністративно-територіальна одиниця та орган місцевого самоврядування в Новоселицькому районі Чернівецької області. Адміністративний центр — село Драниця.

## Загальні відомості
- Населення ради: 2 518 осіб (станом на 2001 рік)

## Населені пункти
Сільській раді були підпорядковані населені пункти:
- с. Драниця
- с. Негринці

## Склад ради
Рада складалася з 16 депутатів та голови.
- Голова ради: Єфтемій Володимир Григорович
- Секретар ради: Штефанко Наталія Володимирівна

### Керівний склад попередніх скликань
| Прізвище, ім'я, по батькові  | Основні відомості                                                          | Дата обрання | Дата звільнення |
| ---------------------------- | -------------------------------------------------------------------------- | ------------ | --------------- |
| Мелентій Юрій Емилович       | Сільський голова, 1969 року народження, член Соціалістичної партії України | 26.03.2006   | 31.10.2010      |
| Єфтемій Володимир Григорович | Сільський голова, 1958 року народження, освіта вища, безпартійний          | 31.10.2010   |                 |

Примітка: таблиця складена за даними сайту Верховної Ради України

### Депутати
За результатами місцевих виборів 2010 року депутатами ради стали:

#### За суб'єктами висування
| Суб'єкт висування           | Кількість обраних депутатів | %    |
| --------------------------- | --------------------------- | ---- |
| Самовисування               | 13                          | 81,3 |
| Комуністична партія України | 2                           | 12,5 |
| Єдиний Центр                | 1                           | 6,3  |

#### За округами
| № округу                    | Прізвище, ім'я, по батькові    | Дата визнання обраним | Освіта             | Партійна приналежність | Відомості про обраного депутата                               |
| --------------------------- | ------------------------------ | --------------------- | ------------------ | ---------------------- | ------------------------------------------------------------- |
| Єдиний Центр                |                                |                       |                    |                        |                                                               |
| 5                           | Чебан Вадим Валерійович        | 01.11.2010            | вища               | член Єдиного Центру    | Маршинецька загальноосвітня школа, вчитель                    |
| Комуністична партія України |                                |                       |                    |                        |                                                               |
| 1                           | Хажіу Валентина Федорівна      | 01.11.2010            | середня спеціальна | позапартійна           | Драницька сільська рада, голова ради ветеранів                |
| 8                           | Кирилюк Михаіл Георгійович     | 01.11.2010            | середня спеціальна | позапартійний          | тимчасово не працює                                           |
| Самовисування               |                                |                       |                    |                        |                                                               |
| 2                           | Лянка Юлія Серафимівна         | 01.11.2010            | вища               | позапартійна           | Драницький навчально-виховний комплекс, вчитель               |
| 3                           | Штефанко Наталія Володимирівна | 01.11.2010            | вища               | позапартійна           | Драницька сільська рада, начальник військово-облікового столу |
| 4                           | Бурачок Леонід Вікторович      | 01.11.2010            | середня            | позапартійний          | тимчасово не працює                                           |
| 6                           | Єремія Дорін Михайлович        | 01.11.2010            | вища               | позапартійний          | Драницький навчально-виховний комплекс, вчитель               |
| 7                           | Бежан Леонід Серафимович       | 01.11.2010            | середня            | позапартійний          | КП «Надія», директор                                          |
| 9                           | Гудан Віталій Іванович         | 01.11.2010            | середня спеціальна | позапартійний          | тимчасово не працює                                           |
| 10                          | Дімітрішина Інна Борисівна     | 01.11.2010            | середня спеціальна | позапартійна           | тимчасово не працює                                           |
| 11                          | Єремія Леонід Федорович        | 01.11.2010            | середня            | позапартійний          | тимчасово не працює                                           |
| 12                          | Савчук Валерій Володимирович   | 01.11.2010            | вища               | позапартійний          | Костичанська лікарня, головний лікар                          |
| 13                          | Капра Вячеслав Борисович       | 01.11.2010            | середня            | позапартійний          | тимчасово не працює                                           |
| 14                          | Врабій Сергій Іванович         | 01.11.2010            | середня спеціальна | позапартійний          | тимчасово не працює                                           |
| 15                          | Єфтемій Дойна Володимирівна    | 01.11.2010            | вища               | позапартійна           | Драницький навчально-виховний комплекс, прибиральниця         |
| 16                          | Руснак Віталій Сергійович      | 01.11.2010            | вища               | позапартійний          | приватний підприємець                                         |